# Фатса
Фа́тса (тур. Fatsa) — город и район в Турции, на побережье Чёрного моря, в иле Орду. Население 116 154 человек (2018).

## История
Город Полемоний (др.-греч. Πολεμώνιον, лат. Polemonium) был основан царём Понта Полемоном I (38—8 до н. э.) на месте прежнего города Сиды (Сида, Σίδη, Side). По имени Сиды плодородная равнина в долине реки Боламан называлась Сидена. Полемон получил царство за заслуги перед правителем Римской республики Марком Антонием. От Полемона вся средняя часть Понта называлась Понт Полемонийский (Понт Полемониакский, Πόντος Πολεμωνιακός). Царство простиралось от Ириса (Ешильырмака) до Фарнакии (Гиресуна), Трапезунта (Трабзона) и Колхиды, включало земли тибаренов и халдов. Город также назывался Фабда (Φάβδα, Φαδισάνη, Φάδισα) и Фаца (Φάτσα).
В 1912 году в городе и районе проживали: мусульмане — 29 119 человек, греки — 2670 человек.

## Достопримечательности
- Боламанский замок — сооружение на территории поселения Боламан в 4 км от города Фатса.